# 大牟田空襲
大牟田空襲（おおむたくうしゅう）は、第二次世界大戦（太平洋戦争）中の1944年から1945年にかけてアメリカ軍によって福岡県大牟田市へ行われた空襲である。九州北西部に位置し島原湾に面する同地は石炭、石炭製品、化学肥料、爆薬などを生産する重要な化学工業地帯や、国内最大級の石炭港を有していたことから攻撃目標となった。度重なる空襲により市街地が焼失するなど約4万人の市民が被害を受け、工場機能も停止した。

## 経緯

### 1944年11月21日の空襲
アメリカ陸軍第20爆撃集団隷下の第58爆撃団は11月21日、中国成都の基地から出撃すると有明海北西より大牟田上空に飛来、B-29爆撃機7機が午前10時14分から32分にかけて市内東北部工業地帯を爆撃した。
大牟田の空襲を記録する会によれば本空襲は臨機目標への空襲であり、日本側は死者31人、負傷者7人、アメリカ側では1機が墜落する被害を出した。
この1機はB-29爆撃機アシッド・テスト(機体番号42-26278)　である。
1966年刊行の『大牟田市史 中巻』によれば空襲の日付は11月15日で、死傷者33人、被災家屋33戸、被災者182人などの被害を出したと記されているが、この日付については『戦史叢書』をはじめとした資料と一致せず、誤記と考えられている。

### 1945年6月18日の空襲
1945年6月、アメリカ陸軍第21爆撃集団司令部は隷下の第58、第73、第313、第314、第315爆撃団に対し、6月17日から6月18日にかけて鹿児島市、大牟田市、浜松市、四日市市への攻撃命令を下した。大牟田への空襲には第58爆撃団所属のB-29爆撃機116機が参加することになり、テニアン島の基地を出撃すると種子島方面から日本本土へと侵入し、鹿児島を攻撃した第314爆撃団の航路を迂回するように下島や島原半島を経由して大牟田へと飛来した。
本空襲は市街地を対象に1時0分から3時9分にかけて行われ、約700トンの焼夷弾を投下し、作戦終了後は阿蘇山を抜けて延岡市方面から日本本土を離脱し、テニアン基地へと帰投した。大牟田の空襲を記録する会によれば日本側は死者260人、負傷者362人、被災戸数2,620戸、被災者13,841人、『大牟田市史』によれば被災戸数2,551戸、被災者12,700人以上、死傷者360人以上の被害を出した。一方、アメリカ軍側にとっては、攻撃目標とした市街地のうち4.1パーセントを焼失させるに留まり、再度空襲が行われることになった。

### 1945年7月27日の空襲
1945年7月27日0時13分から1時31分にかけて、アメリカ陸軍第21爆撃集団隷下の第314爆撃団により大牟田市に対する空襲が実施された。本空襲には第314爆撃団所属のB-29爆撃機124機が参加し、約875トンという焼夷弾を投下した。この焼夷弾の投下量は6月18日の空襲の1.25倍に相当するものであり、2度の空襲により大牟田の市街地はほぼ焼失した。大牟田の空襲を記録する会によれば死者602人、負傷者1,038人、被災戸数9,331戸、被災者46,634人、『大牟田市史』によれば被災戸数8,230戸、被災者41,088人、死傷者867人の被害を出した。
一方、アメリカ軍の報告書によれば、本作戦中に日本軍の25から30機の戦闘機による迎撃を受け、1機が撃墜されたと記している。この機体は八女郡横山村（後の八女市）に墜落し、11人の搭乗員のうち2人が死亡、生存者のうち1人が山狩りを行っていた警防団員によって撲殺され、残りの8人は西部軍に収容されたのち同年8月に処刑された。

### 1945年8月の空襲

#### 8月7日の空襲
1945年3月から6月にかけての沖縄戦終結後に同島に移駐した第7航空軍は、8月7日に大牟田の工業地帯を対象とした空襲を実施した。本空襲には第7航空軍隷下の第507戦闘機群団および第11爆撃機群団所属のB-24 リベレイター23機、P-47 サンダーボルト18機の合計41機が参加。島原半島方面より大牟田上空に飛来すると、12時5分より爆撃を開始した。
大牟田の空襲を記録する会によれば死者240人、負傷者300人、被災戸数245戸、被災者1,320人、『大牟田市史』によれば被災戸数245戸、被災者1,320人、死傷者23人の被害を出した。なお、本空襲中に日本軍の高射砲部隊が1機のB-24を撃墜したが、爆弾を搭載した機体が市内の藤田町周辺に墜落し、大きな人的被害をもたらした。

#### 8月8日の空襲
8月8日19時30分から20時ごろ、市東北部に所属不明のアメリカ軍機が飛来し、八本町・亀甲町・平原町の境界付近に1発の爆弾を投下した。大牟田の空襲を記録する会によれば死者27人または58人、被災戸数23戸、被災者120人、『大牟田市史』によれば被災戸数23戸、被災者120人、死傷者8人の被害を出した。

## 主な被災建造物
出典
- 大牟田市役所 議事堂、第一・第二公会堂
- 大牟田税務署
- 大牟田郵便局
- 大牟田電話局
- 国鉄大牟田駅
- 西鉄栄町駅
- 三井鉱山三池鉱業所事務所

## 慰霊
普光寺、藤田天満神社、延命公園に供養碑がある。